# ميتوشيتا
بطرس ميتوشيتا Petrus Metoscita (1569 - 1625 م) هو مستشرق و راهب يسوعي أصله سوري. ألف كتاباً في النحو العربي.